# Барри, Редмонд
Сэр Ре́дмонд Ба́рри KCMG (англ. Redmond Barry; 7 июня 1813 — 23 ноября 1880) — британский колониальный судья Виктории (Австралия).

## Ранние годы
Барри был сыном генерал-майора Генри Грина Барри (англ. Henry Green Barry) из Балликлоу (графство Корк) и его жены Фиби (англ. Phoebe). Барри окончил военную школу в Кенте и Тринити-колледж (Дублин), и был призван в ирландский суд в 1838 году.

## Жизнь и работа в Австралии
Барри эмигрировал в Австралию и после недолгого пребывания в Сиднее, в 1839 году переехал в Мельбурн, город, с которым впоследствии будет тесно ассоциироваться его имя. После работы по профессии в течениt нескольких лет, он стал специальным уполномоченным Суда по рассмотрению ходатайств, а после создания в 1851 году из порта Филлипа (район Нового Южного Уэльса) колонии Виктория, стал первым главным поверенным с местом в Законодательном совете и членом Исполнительного совета. В 1852 году он стал судьёй Верховного суда Виктории. Он также занимал посты начальника юстиции и управляющего от правительства.
Барри был отмечен за заслуги перед обществом, и убедил правительство страны выделить деньги на общественные нужды, в особенности на образование. Он содействовал в основании Мельбурнского королевского госпиталя (1848), Университета Мельбурна (1853) и Государственной библиотеки Виктории (1854). Он был первым ректором Университета Мельбурна и находился на этом посту до самой смерти. Также он был президентом совета попечителей Государственной библиотеки Виктории.
Барри был судьёй в деле об Эврикском восстании, рассматривавшемся в Верховном суде в 1855 году. Тринадцать шахтёров были полностью оправданы.
Он представлял Викторию на Лондонской международной выставке в 1862 году и на Филадельфийской выставке в 1876 году. В 1860 году он был сделан рыцарем-бакалавром, а в 1877 году был посвящён в рыцари Ордена Святого Михаила и Святого Георгия (KCMG).

### Дело Келли
В октябре 1878 года в Бичвортском суде Барри председательствовал в слушаниях по делу против миссис Эллен Келли (Кинг; англ. Mrs Ellen Kelly [King]) и двух других мужчин, обвиняемых в пособничестве и подстрекательстве к стрельбе офицера, называемого как Фицпатрик (англ. Fitzpatrick). Приговорив миссис Келли к трём годам каторжных работ, Барри сказал:

Если бы Ваш сын, Нед, был здесь, я сделал бы из него пример для всей Австралии — я дал бы ему пятнадцать лет.
Оригинальный текст (англ.)If your son Ned were here I would make an example of him for the whole of Australia - I would give him fifteen years.

То, что Нед Келли, не представший перед этим судом, всё же считался виновным без суда, на котором его мать была приговорена к каторжным работам на основании лживого и бездоказательного свидетельства пьяницы Фицпатрика, стало началом «Беспредела Келли» (англ. Kelly Outbreak; 1878—1880).
К тому времени, когда всё это закончилось, Кинниалли написал:

Незаконное, несправедливое и злонамеренно угрожающее предложение Барри пятнадцати лет Неду Келли… ответственно за смерть десяти человек. (с. 188)
Оригинальный текст (англ.)Barry's unlawful, unjust and maliciously threatened sentence of fifteen years on Ned Kelly...was responsible for the deaths of ten persons. (p.188)

В 1880 году он председательтвовал на последнем суде над Недом Келли. Между Барри, принадлежавшем к господствующим в Ирландии протестантам, и Келли, ирландским католическим bush larrikin, существовала неприязнь. Суд и прения между Келли и Барри стали темой множества статей и книг адвокатов и историков. Когда Барри приговорил Келли к смертной казни через повешение, он произнёс общепринятые в таких случаях слова:

Да помилует Господь вашу душу.
Оригинальный текст (англ.)May God have mercy on your soul.

Келли, как сообщают, ответил:

Я немного продолжу и скажу, что, придя туда, увижу там вас.
Оригинальный текст (англ.)I will go a little further than that, and say I will see you there when I go.

23 ноября 1880 года, двадцать дней спустя после казни Келли, сэр Редмонд Барри умер, по утверждению Дж. Дж. Кинниалли, от «воспаления лёгких и карбункула на шее».

## Памятники
В Государственной библиотеке Виктории назвали читальный зал в честь Редмонда Барри, который занимал первое кресло в совете попечителей Мельбурнской публичной библиотеки. У Университета Мельбурна, первым ректором которого он был, есть здание Редмонда Барри, названное в честь него.

## Интересные факты
- Имя Редмонд Барри носит главный герой книги Уильяма Теккерея «Записки Барри Линдона, эсквайра, писанные им самим» (см. «Барри Линдон»).
- Р. Барри стал одним из главных персонажей в фильме «Нед Келли» (1970).